# Refuge des Drayères
Das Refuge des Drayères ist eine Schutzhütte der Sektion Briançon des Club Alpin Français in Frankreich, im Département Hautes-Alpes in der Region Provence-Alpes-Côte d’Azur in den Cottischen Alpen.

## Eigenschaften
Die Schutzhütte liegt in der Gemeinde Névache und befindet sich im Tal der Clarée in einer Gegend, die besonders reich an alpinen Seen ist.

## Zugang
Der Zugang erfolgt in der Regel von einem Parkplatz in der Nähe der Kapelle St. Jacqeus oberhalb von Névache. Von hier aus ist die Hütte über einen bequemen Weg in ca. 45 Minuten erreichbar. In der Wintersaison ist es notwendig, bereits ab Névache zu Fuß zu gehen. Für den Weg werden dann etwa drei Stunden benötigt.

## Gipfel
- Mont Thabor – 3178 m
- Pointe des Cerces – 3097 m
- Rocca Gran Tempesta – 3002 m
- Roche Chateau – 2898 m
- Aiguille Noire – 2869 m